# 新世纪福音战士：绫波育成计划
《新世纪福音战士：绫波育成计划》（新世紀エヴァンゲリオン 綾波育成計画）是一款养成游戏，由Gainax和Broccoli制作，改編自《新世纪福音战士》系列的漫画和动画片，玩法与Gainax开发的《美少女梦工厂》系列类似。该游戏的Windows日文版于2001年5月18日发布，Windows中文版於2001年10月20日發布，Dreamcast版于2002年4月18日发布。
2003年12月11日，该游戏的PS2版本《新世纪福音战士：绫波育成计划与明日香补完计划》（新世紀エヴァンゲリオン 綾波育成計画 with アスカ補完計画）发布。PS2版本除了拥有原版中的绫波丽路线，还可以解开一个新的明日香路线，此路線有異於原著發展，甚至會得到戰勝SEELE及戰略自衛隊的if結局。任天堂DS版《新世纪福音战士：绫波育成计划DS与明日香补完计划》（新世紀エヴァンゲリオン 綾波育成計画DS with アスカ補完計画）于2008年8月28日发布。

## 游戏概述
在《绫波育成计划》，玩家会扮演一名刚刚被分配到第三新东京市的NERV成员（名字由玩家决定），階級為三尉。在会见指挥官碇源堂后，他被指派去照顾第一适任者——神秘的EVA驾驶员绫波丽，任期為2015年4月1日至2016年3月31日（「人類補完計畫」發動日），包含了整个《EVA》系列动画以及剧场版《Air/真心為你》中的情节。玩家需要决定绫波丽每周的行程，并在教育、NERV工作和休闲之间取得平衡。

## 游戏人物
主要人物：
- 三尉：NERV成员，他是一个长相一般的年轻人，棕色短发，20岁左右。玩家扮演此角色。
- 绫波丽：零号机的驾驶员。她仿佛没有情感，也很少与其他人互动，被认为是14岁。

其他人物：
- 碇源堂
- 赤木律子
- 葛城美里
- 碇真嗣
- 明日香
- 洞木光
- 铃原冬二
- 相田剑介
- 伊吹摩耶
- 日向誠
- 青葉茂
- 冬月耕造
- 渚薰
- 片片

## 游戏特点
日程安排
从2015年4月1日开始至2016年3月31日止，玩家每个星期天前往绫波丽家与丽见面，并计划每周一至周六的行程。有时候允许有不同的活动，而在另一些日子里行程已被固定；比如丽需要按时去学校考试，或参加NERV的训练。使徒來襲会中断活动，不論丽會否參與战斗。於對第十六使徒一戰後因第三新東京市全毀而無法安排部分行程。在PS2版中，明日香路线开始于2015年7月2日，因为她加入NERV的时间较晚。
能力值
游戏进行期间会统计丽的各項能力值，如智力、体力、品德、同步率、好感度。各項能力值將決定結局。
词汇
玩家可以教给丽新单词和短语，这可加强丽的会话能力。在PS2版，玩家不能教给明日香新词汇。
用品
NERV每月發給玩家養育費2萬元。遊戲中有8家不同種類的商店。在星期日，玩家可以选择用自己的钱去购物，大至丽公寓的家具，小至衣服和食物。这些物品将影响到丽的能力值。玩家想要讓她穿著玩家所指定的服裝，要先取得她的同意。
战斗
使徒會不定期來襲，此時丽有時會駕駛零号机迎擊或觀看其他適格者战斗。戰況會隨著丽的能力值的高低而異。玩家不能控制丽去战斗，只是有机会说一些鼓励的话，这些话对战斗本身没有影响。無論如何战斗結果只會跟隨原著而不會有任何變化。部分战斗會因應原作而出現強制受傷，而在對第十六使徒一戰後更會強制死亡。
特别活动
丽可参加一些活动，如圣诞节派对、校园活动、前往温泉或公共浴池等。有时，丽也会生病，玩家可以选择让她留在家里、由他来照顾她；也可以把她带到NERV去接受专业治疗。

## 配音
| 角色         | 配音演员             |
| ------------ | -------------------- |
| 三尉         | 鈴村健一（PC版限定） |
| 绫波零（綾波レイ）   | 林原惠               |
| 碇真嗣（碇シンジ）   | 緒方惠美             |
| 葛城美里（葛城ミサト） | 三石琴乃             |
| 明日香（惣流・アスカ・ラングレー）   | 宮村優子             |
| 赤木律子（赤木リツコ） | 山口由里子           |
| 碇源堂（碇ゲンドウ）   | 立木文彦             |